# Margaret Jean Anderson
Pour les articles homonymes, voir Margaret Anderson (homonymie) et Anderson.
Margaret Jean Anderson (1915 - 2003) est une femme d'affaires et une femme politique canadienne du Nouveau-Brunswick.

## Biographie
Margaret Jean Anderson est née le 7 août 1915 à Burnt Church, au Nouveau-Brunswick.
Membre du Parti libéral du Canada, elle est nommée au sénat le 23 mars 1978 sur avis de Pierre Elliott Trudeau et le restera jusqu'au jour de ses 75 ans, le 7 août 1990.
Elle est morte le 8 décembre 2003.